# Rabuan Pit
Rabuan Pit (né le 26 avril 1956 à Merlimau) est un athlète malaisien, spécialiste du sprint.

Il remporte le titre du 100 m lors des Jeux asiatiques de 1982, le premier Malaisien depuis la consécration en 1966 de Mani Jegathesan. 